# Spójna składowa grafu
Spójna składowa grafu nieskierowanego G – spójny podgraf grafu G nie zawarty w większym podgrafie spójnym grafu G.
Innymi słowy spójna składowa grafu jest to taki podgraf, który można ‘wydzielić’ z całego grafu bez usuwania krawędzi. Graf spójny ma jedną spójna składową. Dla przykładu, w lesie spójnymi składowymi są drzewa.
Pomiędzy każdą parą wierzchołków należących do tej samej spójnej składowej istnieje ścieżka je łącząca. Ponadto jeśli dwa wierzchołki należą do różnych spójnych składowych, to nie istnieje ścieżka między nimi.
|  | {\displaystyle V_{1}=\{1,2,5\}} · {\displaystyle V_{2}=\{3,4,6\}} |